# 科柳欽灣

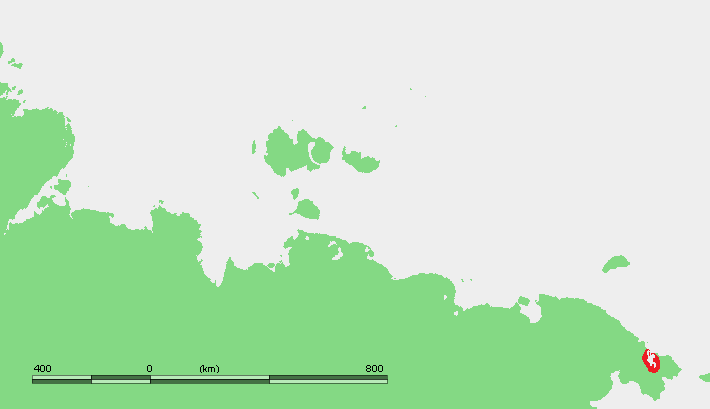

科柳欽灣是俄羅斯的海灣，位於楚科奇半島北面的楚科奇海，由楚科奇自治區負責管轄，長100公里、寬37公里，水深7至14米，受北極氣候影響，全年大部分時間結冰。
66°50′00″N 174°24′00″W / 66.83333°N 174.4°W